# Мумінобод (район Носірі Хусрава)
Мумінобо́д (тадж. Муъминобод) — село у складі Хатлонської області Таджикистану. Входить до складу Істіклольського джамоату району Носірі Хусрава.
Назва села означає «місто віруючих», складається з муъмин (віруючий) та обод (благоустрій).
Населення — 411 осіб (2017).